# メイ・グリュンワルド・ギムザ染色

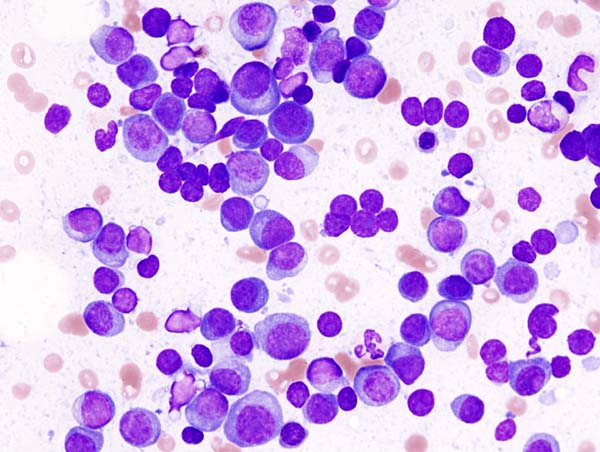
多発性骨髄腫（骨髄血、メイ・グリュンワルド・ギムザ染色）

メイ・グリュンワルド・ギムザ染色とは、ロマノフスキー染色の一つで、メイ・グリュンワルド染色とギムザ染色の二重染色である。血液細胞の染色に広く用いられる。

## 概要
メイ・グリュンワルド・ギムザ染色（(英)May–Grünwald–Giemsa stain ）とは、ロマノフスキー染色（アズール色素とエオシンを使用する染色法）の一つで、メイ・グリュンワルド染色とギムザ染色の二重染色である。
メイ・グリュンワルド染色は、細胞質顆粒がよく染まるが、ロマノフスキー効果を持たず、核の描出に劣る。
ギムザ染色は、核の染色は良好であるが、細胞質顆粒の描出がやや弱い。
メイ・グリュンワルド・ギムザ染色は、上記の二つの染色法を二重に行うことにより、それぞれの短所を補い合い、核・細胞質顆粒がともに美麗に染色され、細胞質の色調も良好である。
また、ギムザ染色単独だと好塩基球の顆粒が脱落しやすいが、本法ではよく染色される。
メイ・グリュンワルド・ギムザ染色は、
ライト・ギムザ染色とならび、ロマノフスキー染色のなかで、最も頻用される染色法の一つである。
日本国内では血液細胞の塗抹検査には本法を採用している施設が多い。
本法は、血液細胞以外にも、病理細胞診の染色などに広く用いられる。

### 名称・表記
メイ・グリュンワルド・ギムザ染色は、メイグリュンワルド・ギムザ染色と表記されることがある。
また、グリュンワルドを略して、メイ・ギムザ染色（(英)May–Giemsa stain ）と呼ばれることも多い。
その他、パッペンハイム染色（(英)Pappenheim stain）と呼ばれることもある。
略称としては、MGG染色やMG染色が用いられる。
MG染色と略した場合、メイ・ギムザ染色以外に、メイ・グリュンワルド染色やメチルグリーン染色もMG染色と略するので
混乱しないよう注意する必要がある。
（血液細胞に関しては、メイ・グリュンワルド染色を単独で使うことは少ないので、
MG染色と記載があれば、通常、メイ・ギムザ染色の略で、メイ・グリュンワルド・ギムザ染色を意味すると考えられる。
）

## 手技
スライドガラスに染色液等を上載せする方法と、染色バットにスライドガラスを浸漬する方法がある。
上載せ法の一例を記載する（希釈法、固定時間や染色時間には文献により差がある）。
1. スライドガラス（塗抹標本）にメイ・グリュンワルド液を載せて1から2分固定。
2. 等量の蒸留水（リン酸緩衝液を使用する文献も多い）を加えて1分染色。
3. ギムザ染色液を希釈した液で洗い流し、さらに、同液で10から20分染色後、水洗。

## 歴史

### ロマノフスキー染色
ロマノフスキー染色とは、アズール色素とエオシンを使用する染色法の総称である。
1890年に、ロシアの内科医ドミトリー・ロマノフスキー（Dmitri Leonidovich Romanowsky）が、
「熟成した」メチレンブルーとエオシンの混合液で、細胞質は青色、核は紫赤色に染め分けることができることを発表した
「元の色素の赤色・青色以外のさまざまな色調が現れ、核などが青ではなく紫に染まる」ことをロマノフスキー現象（効果）という。
ロマノフスキーの業績は、ロマノフスキー染色として知られるようになり、その改良法として多数の染色法が開発された。

詳細は、ロマノフスキー染色を参照されたい。

### メイ・グリュンワルド染色
1902年に、ドイツ、ミュンヘンのリヒャルト・メイ（Richard May）とルードヴィヒ・グリュンワルド（Ludwig Grünwald）により発表されたメイ・グリュンワルド染色（(英)May–Grünwald–Giemsa stain ）は、エオジン化メチレンブルーをメタノールに溶解して、固定液と染色液を兼用させる方法である。（1899年に発表されたジェンナー染色とほぼ同じ方法である。）
本法は、好中球の好中性顆粒など細胞質顆粒をよく染める。また、固定と同時に染色するので、好塩基球の特異顆粒が失われにくいという特徴がある。
しかし、欠点として、アズール色素を含まない処方であるため、ロマノフスキー効果を持たず、核の描出に劣るので、単独ではあまり使われない。

### ギムザ染色
ギムザ染色（(英)Giemsa stain）は、1904年に、ドイツ、ハンブルグの船員熱帯病病院に勤務していたグスタフ・ギムザ（Gustav Giemsa）が発表した。
色素としてアズールⅡ（アズールⅡとは、アズールB（アズールⅠ）とメチレンブルーを等量混合したもの）とエオシンYを用いる。
溶媒として、50 %メタノールと50 %グリセロールを使用して、試薬の安定性を改善している。
一方で、染色前に別工程でメタノール固定を行う必要がある。
本法は、核内構造の描出は良好であり、血液細胞検査（末梢血塗抹検査・骨髄）はギムザ染色単独でも十分可能であるが、
細胞質顆粒の描出がやや不良であるので、メイ・グリュンワルド染色と併用することが多い。
詳細はギムザ染色参照。

### メイ・グリュンワルド・ギムザ染色（メイ・ギムザ染色、パッペンハイム染色）
1906年に、ドイツのアルトゥール・パッペンハイム（Artur Pappenheim）が、
メイ・グリュンワルド染色に追加してギムザ染色を行う方法を発表し、
1908年には、今日用いられているメイ・グリュンワルド・ギムザ染色の原法（パッペンハイム染色ともよばれる）を発表した。
本法は、メイ・グリュンワルド染色とギムザ染色、双方の短所を補い合い、核・細胞質顆粒がともによく描出される。